# Medal of Honor: Warfighter
Medal of Honor: Warfighter este un joc video first-person shooter, dezvoltat de Danger Close Games și publicat de Electronic Arts. Este o continuare a jocului din 2010, Medal of Honor, și cel de-al paisprezecelea titlu din seria Medal of Honor. Jocul a fost anunțat oficial pe 23 februarie 2012 și a fost lansat în America de Nord pe 23 octombrie 2012, în Australia pe 25 octombrie 2012, în Europa pe 26 octombrie 2012 și în Japonia pe 15 noiembrie 2012, pentru platformele Microsoft Windows, PlayStation 3 și Xbox 360.
Campania preia intriga de la Medal of Honor și urmărește povestea lui Preacher, soldat al Unității de Misiuni Speciale (Tier 1—Nivelul 1), care se întoarce acasă și își găsește familia destrămată, după ce a petrecut mulți ani în război. Povestea dezvăluie și faptul că substanța explozibilă PETN a început să apară pe glob.
După lansare, jocul a fost primit cu reacții mixte; criticile au fost îndreptate spre grafica scăzută, buguri, povestea confuză și AI-ul slab.

## Gameplay
Gameplay-ul în Warfighter conține diferite aspecte față de predecesorii săi, precum trasul cu ochiul, cererea de muniție de la coechipieri (acum nelimitată) și alunecarea. În poveste, sunt adăugate spargerile de ușă dinamice și micro-distrugerea.

### Single-player
Modul single-player urmărește povestea a mai multor soldați din Unitatea de Misiuni Speciale (Nivelul 1). Locațiile includ Bosnia, Pakistan, Filipine și Somalia.

### Multiplayer
Modul multiplayer al jocului Medal of Honor: Warfighter nu a fost dezvoltat de EA Digital Illusions CE (DICE), care a îndeplinit acest rol pentru modul multiplayer al jocurilor Medal of Honor anterioare, deoarece Danger Close Games a dezvoltat aspectele acestui mod cu ajutorul motorului grafic Frostbite 2 al celor de la DICE. Jucătorii sunt implicați într-un război mondial în care își pot alege țara pe care doresc să o apere. Există 10 națiuni în cadrul cărora jucătorul poate avansa prin 12 nivele.
Pe lângă naționalități, jucătorii mai pot alege dintre șase clase distincte: Spec Ops, Sniper, Assaulter, Demolitions, Heavy Gunner, și Point Man. Fiecare clasă are abilități și beneficii unice. Aceste naționalități și clase sunt disponibile doar în modul multiplayer.
Următoarele unități naționale speciale sunt disponibile în modul multiplayer:
- Australian Special Air Service Regiment (SASR)
- British Special Air Service (SAS)
- Canadian Joint Task Force 2 (JTF-2)
- German Kommando Spezialkräfte (KSK)
- Norwegian Forsvarets Spesialkommando (FSK/HJK)
- Polish JW GROM (GROM)
- Russian FSB Alpha (Alfa Group)
- Republic of Korea Navy Special Warfare Flotilla (UDT/SEAL)
- Swedish Särskilda operationsgruppen (SOG)
- U.S. Army Delta Force (SFOD-D)
- U.S. Navy SEALs (DEVGRU)
- U.S. CIA Special Activities Division - SOG (OGA)
- 9th Paratroopers Assault Regiment "Col Moschin"

### Personalizare
Warfighter conține diferite personalizări, atât pentru jucător, cât și pentru armă. Jucătorul poate echipa diverse țevi, amortizoare, încărcătoare, lunete și culori pentru arme.

## Sinopsis
Jocul începe într-un port din Karachi, Pakistan, unde echipa Mako, formată din foști soldați U.S. Navy: Mother, Tom "Preacher" Walker și Voodoo, este însărcinată de DEVGRU (a șasea echipă marină) să saboteze o piață neagră a unui dealer de arme, care implică o mișcare jihadistă a celor de la Al-Qaeda. Ei plantează cu succes o bombă pe un camion pe care aveau de gând să-l distrugă. Când au detonat bomba, o explozie secundară distruge docurile și scufundă un cargou, forțându-i pe soldați să se lupte cu haosul și să fugă. Ei sunt contactați, mai târziu, de Dusty, un operator din unitatea Delta Force a Armatei SUA, care este și comandatul echipei. Printr-un videoclip de pe satelit, întreaga echipă află că pe întregul port, inclusiv pe cargoul scufundat, se afla PETN (Pentaerythritol tetranitrate—Tetranitrat de pentaeritriol).
Echipa află, după o urmărire pe străzile din Karachi, că transportul se îndrepta spre Filipine, și se îndreaptă spre Isabela City, oraș aflat în sudul insulelor Filipine. În timpul unei inundații create de un taifun, membri ai grupului islamist Abu Sayyaf răpesc câțiva ostatici pentru recompensă. Mako, lucrând cu forțele armatei filipineze, conduse de gen. Barrera, încearcă să identifice conducătorii și îl recunosc pe Marwan al-Khalifa conversând cu un alt lider terorist 'necunoscut'. În acel moment, ei văd cum acel lider 'necunoscut' își împușcă unul dintre oameni. Preacher cere permisiunea lui Barrera de a verifica cine e acel lider, precum și permisiunea de a-l omorî pe Khalifa, dar este refuzat. În același timp, Barrera le ordonă lunetiștilor din echipa lui, "Tiger 12", să-l lichideze pe Khalifa și ordonă jandarmeriei și batalionului filipinez să înceapă eliberarea ostaticilor. Imediat cum operațiunea începe, teroriștii și ostaticii scapă. Mother și Preacher se alătură lui Tiger 12 și restul forțelor speciale în urmărirea ostaticilor. Ei ajung la clădirea Capitolului. După câțiva oameni pierduți și o spargere de ușă eșuată, Barrera le ordonă lui Tiger 12 și celorlalți să se retragă, cu intenția de a negocia cu teroriștii. Tiger 12, refuzând să execute ordinul, îi întreabă pe cei de la SEAL de un plan alternativ, în care forțele reușesc să-i elibereze pe ostatici. În timpul extracției, sunt expuse detalii despre Abu Sayyaf, PETN și un om cunoscut ca "Clericul". Rezultatele acestei operațiuni fac ca Mother și Preacher să fie lăsați la vatră și să se întoarcă acasă, în timp ce Voodoo este desemnat lider al Mako, iar operatorul "Stump" să lucreze alături de el.
În acest moment, Mako îi primește în echipă pe Dingo și Tick. Cei patru merg cu echipa Grizzly către Mogadishu, Somalia. La puțin timp după operațiune, Mako este trimisă pe vasul USS Bainbridge, unde are loc o situație cu un ostatic, acesta fiind un căpitan american care naviga aproape de coasta somaleză.
Preacher, al cărui mariaj era în decădere, vede imediat oportunitatea de a se împăca cu soția lui, Lena, și fiica, Bella. El călătorește spre Madrid, Spania, unde soția lui a dus-o pe fiica lor să trăiască cu părinții lui Lena. Soția lui acceptă să se întâlnească cu el, dar, în timp ce Preacher o așteptă în gară, el îl vede pe Khalifa cu o bombă înăuntrul unuia din vagoanele trenului în care trebuia să fie ea, care este detonată la scurt timp după aceea. Explozia distruge trenul, ucigând un număr mare de civili și punându-l pe Preacher în comă. Când Preacher își recapătă cunoștința, îl vede pe Mother în camera lui, spunându-i despre conexiunile operațiunilor recente ale lor cu PETN, dar și cu diferite atacuri cu bombă din Europa. Mother îl identifică pe 'necunoscut' ca fiind Sad al-Din. Lena și Bella ajung la spital, ele ratând trenul și, scăpând în acest fel. Cu toate că Preacher nu vrea să se întoarcă pe teren, Lena îl convinge, până la urmă, să se întoarcă.
După recuperarea completă, Mother și Preacher sunt trimiși la echipa CIA Blackbird, cu destinația Pakistan. Cu ajutorul unui operator pe nume Ajab, ei găsesc un alt jihadist, pe nume Faraz. După ce este prins, Faraz vorbește despre o cantitate de PETN stocată undeva în Yemen, dar și despre un bancher arab pe nume Hassan, care are legături teroriste puternice și cunoștințe despre explozia de la Madrid. Chiar înainte de extracție, prizonierul este ucis de un lunetist, ceea ce forțează echipa Blackbird să se retragă, pentru a evita întâlnirea cu Serviciile Secrete din Pakistan. Imediat după aflarea locației din Yemen, Mako este însărcinată să distrugă fabrica unde se află PETN-ul. După terminarea misiunii, Voodoo și echipa află că doar jumătate din cantitatea de PETN este stocat acolo.
Dusty trimite apoi echipa Blackbird în Dubai să-l răpească pe Hassan pentru interogare. După ce Mother și Preacher îl prind, Sad al-Din și oamenii lui îi urmăresc printr-o furtună de nisip care începea să acopere orașul. Cei doi reușesc să-i transfere informațiile lui Dusty, dar sunt interceptați și capturați. Dusty află că substanța PETN vine din Sarajevo, unde un dealer de arme pe nume Stovan Bosic, cu care Dusty a lucrat în trecut, o vinde. Mako se alătură forțelor speciale poloneze, conduse de Greko, în drumul către capitala bosniacă. Echipa îl urmărește pe Bosic printr-un fost teren de hockei pe gheață și, într-un final, reușesc să-l prindă. Dealerul de arme vorbește despre 2 nave în care se află PETN-ul, aceste nave tocmai plecând din Dubai, cu destinația Karachi, respectiv Croația (ultima dintre ele fiind deja reținută de forțele NATO).
Între timp, Preacher și Mother sunt interogați de Sad al-Din la bordul navei care se îndreaptă spre Karachi. Mother este executat de Sad al Din când acesta refuză să divulge informații despre aliații săi. În timp ce Mako se îndreaptă către navă pentru a o asalta, Preacher reușește să scape și omoară marea parte din forțele de securitate ale lui Sad al Din, în timp ce acesta își croiește drumul către cârma navei. El îl găsește, într-un final, pe Sad al-Din și îl bate aproape până la moarte, înainte ca echipa SEAL să-l aresteze pe teroristul arab. Cu Sad al-Din în custodie, echipa îl poate identifica pe Hassan ca fiind Clericul, acesta având propria rețea jihadistă și operând din interiorul bazei acestuia din Pakistan.
Preacher și Dusty se alătură echipei Mako pentru a asalta baza lui Hassan. În timpul asaltului, Voodoo și Preacher îl identifică pe Hassan și reușesc să-l omoare înainte ca acesta să detoneze bomba atașată de el. Preacher se întoarce acasă, unde echipa SEAL și familiile lor participă la înmormântarea lui Mother. În acel moment, Preacher și Lena decid să-și ignore divergențele și să-și refacă căsnicia. În scena finală, în timp ce Preacher se afla cu familia la un restaurant, telefonul acestuia sună, dar ezită să răspundă, lăsând jucătorul să-și aleagă propriul deznodământ.

## Dezvoltare
La doar o lună după ce seria a fost relansată, fostul CEO de la EA, John Riccitiello, a spus: "Feedback-ul gamerilor a sugerat că avem o serie acum, din nou, pe care o putem continua cu succes în viitor." Pe 18 februarie 2011, Gregory Goodrich, producător executiv la Danger Close Games, a dezvăluit, într-o postare pe site-ul oficial Medal of Honor, că ei vor căuta să realizeze o continuare la jocul din 2010. Pe 11 ianuarie 2012, a fost dezvăluit că EA plănuiește noi jocuri în seriile Medal of Honor și Need for Speed, ce se vor lansa mai târziu în cursul acelui an. Anumite site-uri web de jocuri, precum GameSpot și Kotaku, au făcut public invitațiile la o conferință GDC (Game Developers Conference) din San Francisco, de pe 6 martie 2012, în care era indicat că un nou joc Medal of Honor va avea prima demonstrație publică.
Warfighter se bazează pe Battlefield 3, deoarece folosește același motor grafic, Frostbite 2. Unul dintre regizorii de la EA, Richard Farrelly, a spus că Danger Close a prelucrat acest motor în noi direcții și a reușit să-și pună amprenta pe Warfighter, dar "încă are unele elemente dezvoltate de EA Digital Illusions CE, precum microdistrugerea și fulgerele uimitoare." Farrelly a spus și că Warfighter "ajută Frostbite 2 să devină un motor grafic mai bun".

### Lansarea beta
O lansare beta pentru Warfighter a devenit disponibilă pe 5 octombrie, exclusiv pentru platforma Xbox 360. Această versiune conținea o hartă și un singur mod.  Cu toate acestea, jucătorii aveau acces la fiecare dintre cele șase clase.  Versiunea s-a încheiat pe 15 octombrie.

### Controverse
Șapte membri ai Naval Special Warfare Development Group (DEVGRU), care au lucrat ca și consultanți ai jocului, au fost disciplinați pentru că au vorbit despre informații secrete cu dezvoltatorii jocului. Ei au primit o scrisoare de mustrare și nu și-au mai primit salariul în următoarele două luni. Cele două mari plângeri împotriva acestor membrii erau că nu au primit confirmarea din partea superiorului să participe la acest proiect și că au arătat creatorilor jocului unele dintre echipamentele unității lor. Oficialul militar informat despre acest caz nu i-a fost permis să vorbească public despre acest lucru.

## Muzică
Coloana sonoră a jocului Warfighter a fost compusă de Ramin Djawadi, care a compus muzica și pentru jocul Medal of Honor anterior. Coloana sonoră oficială a fost lansată în data de 25 septembrie 2012, pe iTunes și Amazon, cu aproape o lună înainte de lansarea jocului. Coloana conține 21 de melodii, 2 dintre care au fost compuse de Mike Shinoda, membru al trupei Linkin Park. Cântecul lui Linkin Park, "Castle of Glass", de pe albumul Living Things servește ca melodie principală a jocului, iar variații ale acestei melodii apar pe tot parcursul jocului. Videoclipul oficial al piesei a fost lansat în data de 10 octombrie 2012. Cântece ale jocurilor anterioare apar și ele, cu toate că într-o formă diferită.

## Marketing

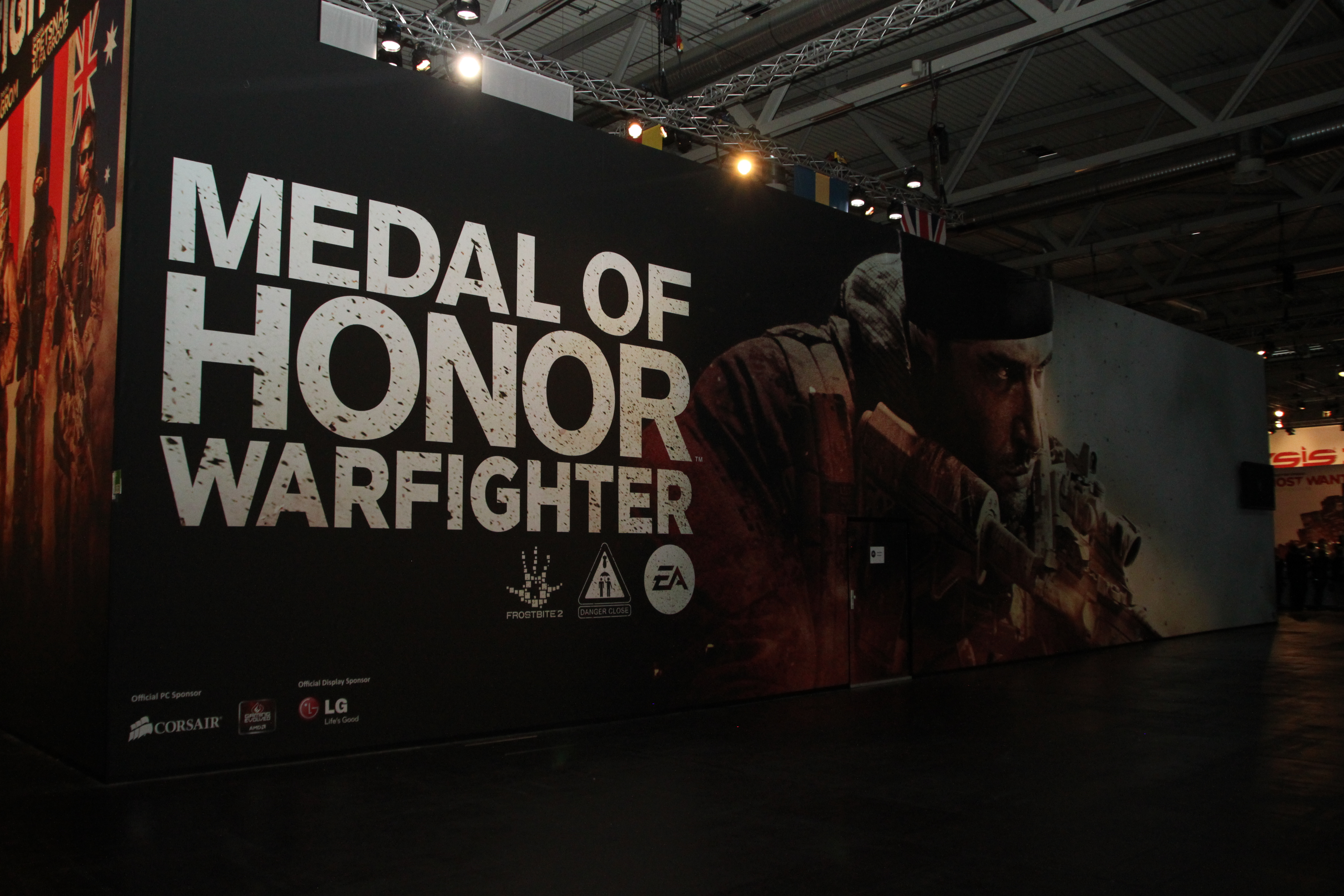
Un demo al Medal of Honor: Warfighter a fost prezentat la Gamescom 2012 din Köln, Germania

Pe 25 octombrie 2011, o bandă desenată promoțională a fost inclusă în copiile fizice ale lui Battlefield 3, ce conținea mai mult decât o poză și un logo BBFC. Pe 23 februarie 2012, Warfighter a fost anunțat oficial. Pe 6 martie 2012, primul trailer a fost publicat pe YouTube. Pe 11 septembrie 2012, Danger Close a dezvăluit primul trailer de gameplay.
Producătorul executiv Greg Goodrich a declarat că dorește să evite războiul anual între jocurile first-person shooter lansate de EA și Activision, și să lase acest lucru editorilor executivi. El a declarat "Cred asta datorită genului și istoriei noastre... este un lucru firesc să-ți dorești lupta. [Dar] dacă observi, niciuna dintre lupte nu a venit din partea echipei de dezvoltare. EA este o organizație foarte mare, și există acolo mulți adulți care se pot descurca cu lucrurile ce ies de sub control."

### Promoția de precomandă
Cei care au precomandat Warfighter au primit automat Ediția Limited a jocului fără niciun cost suplimentar. Această ediție deblochează Lunetistul de Nivel 1 al U.S. Navy SEAL și carabina Tac-300 McMillan după lansare. Toți cei care au precomandat Warfighter au primit acces la beta-ul Battlefield 4, care a avut loc în toamna anului 2013.

### Ediția Military
Ediția Military a Medal of Honor: Warfighter vine la pachet cu ediția limitată și cu conținut adițional în-joc, și este disponibilă doar pentru soldați SUA ce sunt activi, în rezervă, sau veterani, și pentru angajați ai guvernului SUA, exclusiv pe GovX.com.
Ediția Military include toate beneficiile din Ediția Limited, precum și "deblocări exclusive în-joc", O deblocare aparte este un model de camuflaj numit "Project HONOR", care are legătură cu o promoție din viața reală, organizată de EA pentru a strânge bani pentru familiile soldaților căzuți în Operațiuni Speciale.

### Conținutul Descărcabil
Danger Close Games a dezvăluit Medal of Honor: Warfighter: Zero Dark Thirty, primul Pachet de Hărți oficial. DLC-ul a ajutat la promovarea jocului și a filmului Zero Dark Thirty. EA și Sony Pictures au lansat un trailer pe 10 septembrie 2012. Pachetul a devenit disponibil pentru achiziționare în America de Nord pentru PlayStation 3 și Xbox 360 pe 17 decembrie 2012. Hărți adiționale pentru joc au devenit disponibile pe 19 decembrie, pentru a coincide cu lansarea filmului. Electronic Arts a donat 1 dolar către organizațiile nonprofit ce susțin veteranii pentru fiecare pachet de hărți Zero Dark Thirty vândut.

## Recepție
Recenziile pentru Warfighter au fost mixte spre negative. Cu toate că criticii au lăudat grafica și motorul grafic Frostbite 2, cei mai mulți au criticat jocul pentru povestea confuză, gameplay-ul linear, buguri, și un AI idiot. Site-urile web GameRankings și Metacritic i-au acordat versiunii pentru Xbox 360 un rating de 55.93% și, respectiv, 53/100, versiunii pentru PlayStation 3 un rating de 55.40% și, respectiv, 55/100 iar versiunii pentru PC un rating de 51.33% și, respectiv, 55/100.
Metro a spus că "Warfighter este unul dintre cele mai proaste jocuri pe care le-am jucat", acordându-i o notă de 4/10. Eurogamer, Destructoid și Videogamer.com i-au acordat o notă de 5/10. Financial Post i-a acordat jocului o notă de 5.5/10, spunând că jocul "nu prea poate fi recomandat" GameThirst i-a acordat o notă de 6/10, spunând: "Nu este nevoie să cumperi Warfighter, ajunge doar să-l închiriezi" Cu toate acestea, Daily Mail i-a acordat 4 stele din 5, lăudând modurile Fireteam și "secțiunile cu vehicule bine-gândite" Joystiq.com i-a acordat jocului o notă de 2/5, spunând: "Conceptul din spatele lui Warfighter este bun ... dar executarea lasă de dorit." StuffTV.com i-a acordat jocului o notă de 3/5, spunând "Modul single-player din Warfighter acaparează negativ sistemul inteligent de prietenie ...". The Huffington Post i-a acordat o notă de 2/5. Kotaku a avut o recenzie negativă, spunând: "Nu este nimic remarcabil, povestea este slabă, acțiunea la fel, și te simți ca un maestru într-un război de mâna a doua" și "Medal of Honor Warfighter este neglijent, neinspirat, neșlefuit, și nedistractiv."" Game Informer i-a acordat o notă de 5/10, spunând: "această serie odată îndrăgită poate fi aproape de final." GameSpot i-a acordat jocului o notă de 6/10, notând că gameplay-ul liniar nu aduce tensiune, muniția este prea multă, inamicii sunt previzibili, povestea este slabă și există prea multe buguri. Ben "Yahtzee" Croshaw de la Zero Punctuation a spus în recenzia sa că: "Warfighter face FPS-urile moderne să pară nenorocit de mizerabile", criticând povestea, momentele extravagante, dar și lipsa unui personaj principal în poveste. Mai târziu, el a clasat Medal of Honor: Warfighter pe locul 2 în ierarhia lui a celor mai proaste jocuri din 2012, descriindu-l ca "respingător, incoerent și plictisitor". În ciuda recenziilor negative, pe 27 octombrie 2012, jocul a ajuns pe locul 1 în clasamentele din Regatul Unit.
Electronic Arts a răspuns acestor comentarii negative de după lansare: "sunt sub așteptările noastre." Președintele EA Labels, Frank Gibeau, a spus: "Suntem dezamăgiți de reacțiile criticilor. Noi ne-am așteptat ca jocul să fie mai bun decât scorul [de pe Metacritic] pe care îl are acum. Încă credem asta. Cu toate acestea, observăm că există oameni cărora nu le place jocul." Gibeau a conchis că EA nu este "fericită" cu recepțiile jocului.

### Vânzări
Conform GamesIndustry International, Medal of Honor: Warfighter a fost și un eșec comercial, debutând pe locul 18 și vânzând doar 300.000 de copii în prima săptămână de la lansare, "cu mult mai puțin decât așteptările analiștilor." Pe 7 ianuarie 2013, un analist de la GameSpot a declarat că jocul a fost vândut în aproximativ 3 milioane de copii.
Peter Moore, COO la EA a dezvăluit în timpul raportului financiar din sfertul al treilea al anului 2013, că, din cauza reacțiilor negative și vânzărilor scăzute, seria Medal of Honor va fi pusă în așteptare. Richard Hilleman de la EA a acuzat lipsa unei conduceri de calitate pentru performanța slabă a lui Warfighter. Hilleman a spus că, în timp ce un alt joc Medal of Honor ar putea să apară, EA se va concentra pe seria Battlefield.